# Тарамон
Тарамон или Терамон (на гръцки: Ταγαροχώρι, Тагарохори, катаревуса: Ταγαροχώριον, Тагарохорион, до 1926 година Ταραμήν, Ταραμών, Ταραμώνι) е село в Република Гърция, област Централна Македония, дем Бер.

## География
Селото е разположено в Солунското поле, на надморска височина от 50 m, на 5 km северно от демовия център Бер (Верия).

## История

### В Османската империя
В края на XIX век селото чифлик в Берска каза на Османската империя. Според статистиката на Васил Кънчов („Македония. Етнография и статистика“) в 1900 година в Тарамонъ (Тавромунъ) живеят 60 българи християни. По данни на секретаря на Българската екзархия Димитър Мишев („La Macédoine et sa Population Chrétienne“) в 1905 година в Тарамон има 60 българи патриаршисти гъркомани.
В 1910 година в Тарамон (Ταραμώνι) има 69 жители патриаршисти.

### В Гърция
През Балканската война в 1912 година в селото влизат гръцки части и след Междусъюзническата в 1913 година Тарамон остава в Гърция. При преброяването от 1913 година в селото има 15 мъже и 12 жени.
В „Етнография на Македония“, издадена в 1924 година, Густав Вайганд описва Тарман като гранично българо село на българо-гръцката езикова граница:
| „ | Започвайки от североизток, за граница служи Вардар от неговото устие до вливането на Караасмак, след това новопостроеният, а не старият селски път почни наблизо до Верея (Бер) до селата Микрош и Туркохори, едното има смесено население от българи и гърци, след това, следвайки железопътната линия, стига до Няуста (Негуш), която въпреки че е български град, е напът да бъде гърцизирана, защото голяма част от жителите му говорят в семейството си гръцки. Селата Тарман и Ая Марина са български. Гръцките гранични села следователно са Плати, Палйохори, чиито жители са дошли от Кулакия, Гида, Ресна, Пископи (също известен брой български семейства), Кавашла, Ставрос, Микрос или Микровутци, Туркохори (българи и гърци), Яворница, Рупен, Няуста. | “ |

След Първата световна война в 1922 година в селото са заселени гърци бежанци. В 1928 година Тарамон е смесено местно-бежанско селище с 39 бежански семейства и 151 жители бежанци.
В 1953 година селото е прекръстено на Тагарохорион.
Тарамон е много богато село поради плодородното си землище. Произвежда овошки - праскови и круши, както и пшеница и други земеделски култури.
| Година    | 1913 | 1920 | 1928 | 1940 | 1951 | 1961 | 1971 | 1981 | 1991 | 2001 | 2011 | 2021 |
| --------- | ---- | ---- | ---- | ---- | ---- | ---- | ---- | ---- | ---- | ---- | ---- | ---- |
| Население | 27   | 58   | 197  | 303  | 241  | 270  | 243  | 201  | 194  | 203  | 182  | 142  |